# Джаково
Джа́ково (хорв. Đakovo, угор. Diakovár, нім. Diakowar) — місто в східній Хорватії, на сході історичного регіону Славонія, з населенням 30092 жителі (за переписом 2001 р.), серед якого переважають хорвати. Адміністративно належить до Осієцько-Баранської жупанії. Центр родючої і багатої області Джаково (хорв. Đakovština). Осідок Джаковсько-Осієцької архієпархії.

## Розташування
Джаково розташовано в самому серці історичної області Славонія, за 37 км на південний захід від Осієка та на 34 км на південний схід від Нашиці. Біля міста проходить автомагістраль A5/E73, яка тут перетинається з автодорогою місцевого значення D7 до Осієка та магістральними дорогами D38 до Пожеги, D46 до Вінковців та заміською дорогою D515 до Нашиці. Повз місто пролягає залізнична гілка Плоче–Сараєво–Врполє–Осієк–Будапешт.

## Історія
Джаково вперше письмово згадується 1239 року в дарчій грамоті князя Коломана Галицького (сина короля Угорщини Андрія II) боснійському єпископові Понса, у якій єпископи оголошуються правителями Джаково. Нині Джаково також відоме як єпископське місто і резиденція католицького архієпископа. В окремі періоди своєї історії місто згадується під різними іменами: Dyaco, Dyacou, Deako, Dyakon, Dyakov, а після панування турків навіть як Diakovár. 1536 р. місто загарбали турки і володіли ним майже 150 років. Тоді Джаково дістало назву Якова. Багато католицьких церков було зруйновано і побудовано мечеті. Найвідоміша серед них це мечеть Ібрагім-паші, яку після відходу турків було перетворено на церкву. 1690 р. в місто повернувся єпископ і почалася так звана відбудова міста.

### Етимологія
У різномовних варіантах назви міста простежується закономірність: і хорватське đak, і угорське diák означають «учень». Назва може походити як від цього слова, так і від церковної посади диякон (хорв. đakon, угор. diakon) з огляду на релігійне значення міста для Хорватії.

## Економіка
Основні види господарської діяльності включають сільське господарство, тваринництво, обробку шкіри та вовни. Є кінно-селекційний центр. Головні галузі промисловості — деревообробна (меблева), текстильна, хімічна і харчова, а також виробництво будівельних матеріалів, друкарство і туризм.

## Населення
Населення громади за даними перепису 2011 року становило 27 745 осіб, 7 з яких назвали рідною українську мову. Населення самого поселення становило 19491 осіб.
Динаміка чисельності населення громади:
Динаміка чисельності населення центру громади:

## Населені пункти
Крім поселення Джаково, до громади також входять: 
- Будровці
- Джурджанці
- Івановці-Горянські
- Кушеваць
- Нові Перковці
- Пишкоревці
- Селці Джаковацькі
- Широко Полє

## Клімат
Середня річна температура становить 11,09 °C, середня максимальна – 25,48 °C, а середня мінімальна – -6,19 °C. Середня річна кількість опадів – 715 мм.
| Клімат поселення                              | Клімат поселення | Клімат поселення | Клімат поселення | Клімат поселення | Клімат поселення | Клімат поселення | Клімат поселення | Клімат поселення | Клімат поселення | Клімат поселення | Клімат поселення | Клімат поселення | Клімат поселення |
| Показник                                      | Січ.             | Лют.             | Бер.             | Квіт.            | Трав.            | Черв.            | Лип.             | Серп.            | Вер.             | Жовт.            | Лист.            | Груд.            |                  |
| Середній максимум, °C                         | 5,88             | 8,19             | 12,78            | 17,38            | 22,35            | 25,48            | 25,28            | 24,87            | 20,94            | 15,44            | 9,47             | 5,48             |                  |
| Середня температура, °C                       | −0,2             | 2,19             | 6,77             | 11,33            | 16,31            | 19,44            | 21,24            | 20,82            | 16,88            | 11,40            | 5,40             | 1,40             |                  |
| Середній мінімум, °C                          | −6,19            | −3,88            | 0,73             | 5,30             | 10,29            | 13,41            | 17,19            | 16,77            | 12,83            | 7,33             | 1,37             | −2,63            |                  |
| Норма опадів, мм                              | 46               | 43               | 44               | 54               | 65               | 92               | 67               | 62               | 52               | 63               | 70               | 57               |                  |
| Середньомісячна швидкість вітру, м/с          | 2.03             | 2.30             | 2.60             | 2.50             | 2.20             | 2.07             | 2.00             | 1.86             | 1.80             | 1.90             | 2.00             | 2.10             |                  |
| Середньомісячна сонячна радіація, кДж/м²·день | 4295             | 6975             | 10903            | 15406            | 19306            | 21264            | 22180            | 20422            | 15028            | 9355             | 4878             | 3608             |                  |
| --------------------------------------------- | ---------------- | ---------------- | ---------------- | ---------------- | ---------------- | ---------------- | ---------------- | ---------------- | ---------------- | ---------------- | ---------------- | ---------------- | ---------------- |
| Джерело:                                      |                  |                  |                  |                  |                  |                  |                  |                  |                  |                  |                  |                  |                  |